# Guanosina pentafosfato
La guanosina pentafosfato, también conocida como guanosina tetafosfato o (p)ppGpp es una alarmona involucrada en las respuesta a estrés (respuesta estrictica) de bacterias, particularmente en los procesos de transcripción, traducción y replicación de ADN. La manera en la que estas alarmonas interactúan con estos procesos celulares puede variar entre bacterias.

## Síntesis
E. coli utiliza dos vías para la síntesis de este nucleótido, mediante las proteínas RelA y SpoT.